# Aleksandrina Najdenowa
Aleksandrina Najdenowa (bulgarisch Александрина Найденова; * 29. Februar 1992) ist eine ehemalige bulgarische Tennisspielerin.

## Karriere
Aleksandrina Najdenowa, die Sandplätze bevorzugt, spielt hauptsächlich Turniere auf dem ITF Women’s Circuit, auf denen sie bislang zehn Einzel- und 14 Doppelkonkurrenzen gewann.
Ihre besten Weltranglistenplatzierungen erreichte sie im Einzel im Januar 2017 mit Rang 238 und im Doppel im September 2016 mit Rang 95.
Im November 2020 wurde sie von der Tennis Integrity Unit (TIU) in 12 Fällen der Manipulation von Spielergebnissen lebenslang gesperrt und erhielt zusätzlich noch eine Geldstrafe von 150.000 US-Dollar.

## Turniersiege

### Einzel
| Nr. | Datum              | Turnier             | Kategorie   | Belag             | Finalgegnerin       | Ergebnis      |
| --- | ------------------ | ------------------- | ----------- | ----------------- | ------------------- | ------------- |
| 1.  | 14. September 2008 | Bogotá              | ITF $10.000 | Sand (Halle)      | Viky Núñez Fuentes  | 6:4, 7:62     |
| 2.  | 30. Januar 2011    | Bucaramanga         | ITF $10.000 | Sand              | Yuliana Lizarazo    | 6:1, 6:2      |
| 3.  | 12. März 2011      | Concepción          | ITF $10.000 | Sand              | Andrea Benítez      | 1:6, 6:4, 6:4 |
| 4.  | 26. März 2011      | Rancagua            | ITF $10.000 | Sand              | Catalina Pella      | 3:6, 6:2, 6:2 |
| 5.  | 10. Juli 2011      | Izmir               | ITF $10.000 | Sand              | Darija Mironowa     | 6:4, 6:3      |
| 6.  | 28. September 2012 | Madrid              | ITF $10.000 | Sand              | Jade Suvrijn        | 6:0, 6:4      |
| 7.  | 25. Januar 2015    | Scharm asch-Schaich | ITF $10.000 | Hartplatz         | Pia König           | 6:3, 6:4      |
| 8.  | 16. September 2018 | Ceuta               | ITF $15.000 | Hartplatz         | Lucía Cortez Llorca | 6:1, 4:6, 6:1 |
| 9.  | 21. Juli 2019      | Qujing              | ITF W25     | Hartplatz (Halle) | Yang Yidi           | 7:5, 6:3      |
| 10. | 25. August 2019    | Guiyang             | ITF W25     | Hartplatz         | Jang Su-jeong       | 6:4, 6:2      |

### Doppel
| Nr. | Datum              | Turnier     | Kategorie     | Belag        | Partnerin           | Finalgegnerin                            | Ergebnis          |
| --- | ------------------ | ----------- | ------------- | ------------ | ------------------- | ---------------------------------------- | ----------------- |
| 1.  | 27. September 2012 | Madrid      | ITF $10.000   | Sand         | Malou Ejdesgaard    | Tatiana Búa Ivonne Cavallé Reimers       | 5:7, 6:3, [10:3]  |
| 2.  | 28. Februar 2014   | Port Pirie  | ITF $15.000   | Hartplatz    | Jessica Moore       | Miyabi Inoue Hiroko Kuwata               | 6:4, 6:3          |
| 3.  | 5. April 2014      | Glen Innes  | ITF $15.000   | Sand         | Jessica Moore       | Tammi Patterson Ellen Perez              | 6:4, 6:2          |
| 4.  | 13. April 2014     | Melbourne   | ITF $15.000   | Sand         | Jessica Moore       | Miyu Katō Yuuki Tanaka                   | 7:5, 6:75, [10:7] |
| 5.  | 24. Oktober 2015   | Bucaramanga | ITF $25.000   | Sand         | Daniela Seguel      | Montserrat González Francesca Segarelli  | 6:2, 7:63         |
| 6.  | 19. Februar 2016   | Cuernavaca  | ITF $25.000   | Hartplatz    | Fanni Stollar       | Jelisaweta Jantschuk Kateřina Kramperová | 6:3, 6:2          |
| 7.  | 15. Mai 2016       | Fukuoka     | ITF $50.000   | Rasen        | Indy de Vroome      | Nigina Abduraimova Xenija Lykina         | 6:4, 6:1          |
| 8.  | 24. Juni 2016      | Lenzerheide | ITF $25.000   | Sand         | Tadeja Majerič      | Irina Maria Bara Elyne Boeykens          | 7:5, 1:6, [10:8]  |
| 9.  | 4. November 2016   | Chenzhou    | ITF $25.000   | Hartplatz    | Jacqueline Cako     | Angelina Gabujewa Sopia Schapatawa       | 3:6, 6:4, [10:6]  |
| 10. | 11. November 2016  | Pune        | ITF $25.000+H | Hartplatz    | Irina Chromatschowa | Sowjanya Bavisetti Rishika Sunkara       | 6:2, 6:1          |
| 11. | 22. April 2017     | Chiasso     | ITF $25.000   | Sand         | Lina Gjorcheska     | Rosalie van der Hoek Kateřina Kramperová | 7:5, 2:6, [10:7]  |
| 12. | 7. Juli 2017       | Getxo       | ITF $25.000   | Sand         | Andrea Gámiz        | Cristina Bucsa Noelia Zeballos           | 6:2, 6:4          |
| 13. | 26. Mai 2018       | Baotou      | ITF $60.000   | Sand (Halle) | Alison Bai          | Natalija Kostić Nika Kuchartschuk        | 6:4, 0:6, [10:6]  |
| 14. | 25. Mai 2019       | Nonthaburi  | ITF W25       | Hartplatz    | İpek Soylu          | Haruka Kaji Risa Ozaki                   | 6:1, 6:3          |